# Wolseley Racing
La Racing è una vettura sport prodotta dalla Wolseley dal 1901. Non si conosce l'anno di fine produzione.
La vettura aveva montato un motore in linea a quattro cilindri e valvole laterali da 2,6 L di cilindrata, che erogava 20 CV di potenza a 750 giri al minuto. La Racing stata la prima vettura Wolseley a montare un motore a quattro cilindri.
Era offerta un solo tipo di carrozzeria, torpedo quattro posti.